# Sleeper-Effekt
Der Sleeper-Effekt kommt aus der Sozialpsychologie und ist ein Phänomen zwischenmenschlicher Kommunikation. Der Sleeper-Effekt wurde 1953 zusammen mit dem Forgetting-Effekt herausgestellt und gehört zum Yale-Ansatz zur Einstellungsänderung. Er wurde u. a. von Carl I. Hovland und Walther Weiss erforscht und beschreibt die Langzeiteffekte einer Mitteilung auf den Empfänger, wenn die mit der Mitteilung assoziierten Einstellungen gegenüber dem Sender „vergessen“ wurden. Dies bedeutet z. B. dass die Effektivität der Inhalte von einem sehr glaubwürdigen Sprecher mit der Zeit ab- und jene eines unglaubwürdigen Kommunikators zunimmt. Nach vier Wochen hat sich die Effektivität der beiden Mitteilungen von glaubwürdigem und unglaubwürdigem Sender angeglichen.

## Der Effekt
Oft versuchen Personen (Sender) durch ihre Mitteilung eine Einstellungsänderung beim Empfänger der Mitteilung zu erzeugen (siehe persuasive Kommunikation). Der Erfolg dieser Einstellungsänderung hängt u. a. von folgenden Faktoren ab:
- Attraktivität und Glaubwürdigkeit des Senders
- Inhalt der Mitteilung

Der Sleeper-Effekt beschreibt nun den Revalidierungsvorgang, den der Empfänger nach einer gewissen Zeit gegenüber der Mitteilung durchführt. Hat er nämlich den Ursprung der Mitteilung vergessen, hängt die Bewertung der Mitteilung nur noch von deren Inhalt ab und nicht mehr zusätzlich von der Einstellung gegenüber dem ursprünglichen Sender der Mitteilung. Dies hat zur Folge, dass der Empfänger sich entweder bestätigt fühlt, seine Einstellungsänderung „revidiert“ oder die Einstellungsänderung jetzt erst durchführt (da z. B. zwar die Mitteilung, aber nicht der Sender glaubwürdig war). Diese Erklärung wird auch als Discounting cue-Hypothese bezeichnet.
Folgende Randbedingungen müssen vorhanden sein, um den Sleeper-Effekt messen zu können:
- Der Inhalt der Mitteilung muss eine Einstellungsänderung herbeiführen können.
- Die Glaubwürdigkeit/Unglaubwürdigkeit des Senders muss groß genug sein, um eine Einstellungsänderung herbeizuführen bzw. zu verhindern
- Bei der Messung der Einstellungsänderung muss der Empfänger den Ursprung der Nachricht vergessen haben
- Bei der Messung der Einstellungsänderung muss die Mitteilung aber noch einen Effekt auf den Empfänger  haben

## Empirie
In einem Experiment hörten Versuchspersonen eine Rede über Jugendkriminalität. Einer Gruppe der Probanden wurden die Informationen von einem Jugendrichter, der anderen von einem vermeintlichen Drogenhändler referiert (sie waren jedoch in beiden Fällen absolut gleich). Kurze Zeit nach der Darbietung hielten die Versuchspersonen die Informationen für sehr viel glaubhafter, wenn sie von dem Jugendrichter stammten (Effekt der wahrgenommenen Kompetenz). Wurden die Informationen von dem Drogenhändler verlesen, wurden sie für ziemlich unglaubwürdig erachtet.
Nach geraumer Zeit wurden die Versuchspersonen erneut zum Thema Jugendkriminalität befragt. Gab man ihnen vorher keine weiteren Instruktionen, so stellte man fest, dass selbst die „Drogenhändler-Gruppe“ den Großteil der Informationen, die sie vorher für unglaubwürdig hielten, nun für glaubwürdig erachteten. Dies spricht für den Sleeper-Effekt: die Versuchspersonen hatten die Assoziation zwischen Kommunikator und Information weitgehend „vergessen“.
Einige der Versuchspersonen wurden vor dieser zweiten Befragung kurz an den jeweiligen Redner (Drogenhändler bzw. Jugendrichter) erinnert. Bei ihnen beobachtete man kaum eine Veränderung in der wahrgenommenen Glaubwürdigkeit der Information im Vergleich zu der Befragung unmittelbar nach der Rede. Die Erinnerung an den Kommunikator hatte offenbar die Assoziation zwischen diesem und der Information reaktiviert.

## Der Effekt in der Werbung
Die Werbewirksamkeit einer Botschaft hängt meist stark von demjenigen ab, der diese überbringt. Ist der Sender der Werbebotschaft unglaubwürdig, so wird auch die Botschaft an sich als unglaubwürdig empfunden. Der Sleeper-Effekt bewirkt aber nun, dass über die Zeit ein unglaubwürdiger Sender vergessen wird und nur noch die Werbebotschaft haften bleibt.